# Leith Hall

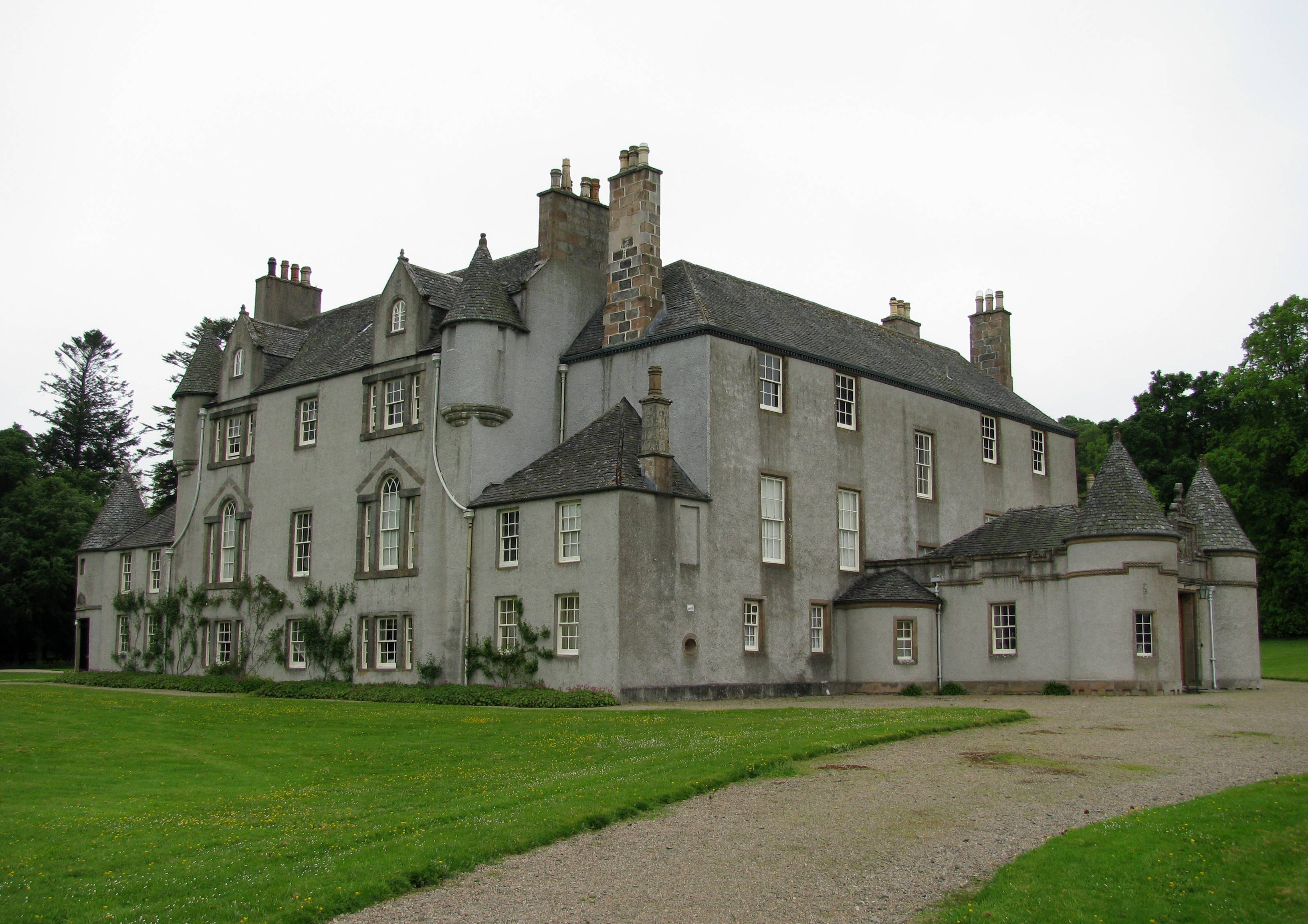
Leith Hall

Leith Hall ist ein Herrenhaus nahe der schottischen Ortschaft Kennethmont in der Council Area Aberdeenshire. 1971 wurde das Bauwerk in die schottischen Denkmallisten in der höchsten Denkmalkategorie A aufgenommen. Die umgebenden Gärten sowie die West Lodge und die East Lodge sind separat als Denkmäler der Kategorie C klassifiziert. Das Wirtschaftsgebäude ist hingegen ein Kategorie-B-Bauwerk. Das Gesamtanwesen ist im schottischen Register für Landschaftsgärten verzeichnet. In zwei von sechs Kategorien wurde das höchste Prädikat „herausragend“ verliehen.
Die Leith Hall ist nicht zu verwechseln mit der nahegelegenen Keith Hall.

## Geschichte
Bereits seit dem 13. Jahrhundert, zur Zeit Alexander III., zählt die Länderei zum Besitz der Familie Leith. Am Standort befand sich ein Wehrbau namens Peill Castle. Mit dem Bau von Leith Hall um 1650 wurde dieser abgetragen. James Leith, 13. Laird ließ die Keimzelle von Leith Hall erbauen, die heute als Nordflügel in die Struktur integriert ist. 1756 und 1796 wurde das Herrenhaus erweitert, wobei 1796 die heutige südexponierte Hauptfassade entstand. Pläne aus dem 18. Jahrhundert zeigen angelegte Gärten und weitere Außengebäude. Da letztere teilweise nicht ausgeführt wurden, ist fraglich, ob die Gärten zu diesem Zeitpunkt bereits bestanden. Weitere Erweiterungen wurden im frühen 19. Jahrhundert, 1868 sowie 1900 hinzugefügt. Zu Zeiten des Zweiten Weltkriegs wurde der östliche Teil der Gärten zum Gemüseanbau verpachtet. Seit dem 13. Jahrhundert in Familienbesitz befindlich, schenkte die Erbin 1945 Leith Hall dem National Trust for Scotland (NTS). Das Herrenhaus und die Gärten können besichtigt werden. 2019 wurde Leith Hall von rund 19.000 Personen besucht. 2023 betrug die Besucherzahl etwa 28.000 Personen.

## Beschreibung
Leith Hall steht inmitten eines weitläufigen Grundstücks rund 700 m nördlich von Kennethmont. Das einen annähernd rechteckig Grundriss aufweisende Herrenhaus ist zwei- bis dreistöckig ausgeführt und weist stilistisch Elemente verschiedener Epochen auf, worin sich die über Jahrhunderte andauernde Entstehungsgeschichte widerspiegelt. Markant sind die aus dem Scottish Baronial entnommenen Ecktourellen. An der Südseite sind die Fenster teils gekuppelt oder als venezianische Fenster ausgeführt. Die Fassaden von Leith Hall sind mit Harl verputzt.

## Weitere Bauwerke
Die Gärten befinden sich nordwestlich des Herrenhauses und sind von diesem getrennt. Im Laufe der Jahrhunderte wurde der Umfang und die Lage der Gärten mehrfach verändert. Ursprünglich schlossen sie sich vermutlich direkt südlich an Leith Hall an. Eine Mauer umfriedet die Gärten. Das chinesische Mondtor an der Nordseite wurde um 1900 errichtet.
Das Wirtschaftsgebäude befindet sich an der Nordostecke der Gärten. Es wurde 1754 erbaut und 1901 erweitert. Das einstöckige Gebäude mit Speicher ist mit gerundeten Kanten ausgeführt. Die Fassaden sind mit Harl verputzt, wobei Gebäudeöffnungen mit Natursteineinfassungen abgesetzt sind. Toröffnungen sind mit Segmentbögen mit Schlusssteinen ausgeführt. Das Gebäude schließt mit einem Walmdach.
Die die westliche Zufahrt zu Leith Hall markierende West Lodge liegt an der heutigen B9002, einer historischen Militärstraße. Auf einer Karte aus dem Jahre 1870 ist sie nicht verzeichnet, taucht jedoch auf einer Karte aus dem Jahre 1900 auf. Daher wird ein Bauzeitraum zwischen diesen beiden Daten angenommen. Das symmetrisch aufgebaute, einstöckige Gebäude ist drei Achsen weit. Seine Hauptfassade ist mit schwarzem Granit aus Aberdeen und Einfassungen aus Sandstein ausgeführt. Rustizierte Säulen flankieren den Eingangsbereich. Die Lodge befindet sich neben der Einfahrt, die als Kutschweg mit zweiflügligem, schmiedeeisernen Tor mit flankierenden Fußgängertoren ausgeführt ist.
Die East Lodge an der Südostseite des Anwesens stammt aus dem mittleren 19. Jahrhundert. Das einstöckige Gebäude mit L-förmigem Grundriss wurde aus grauem Granit aus Aberdeen erbaut. Die Torzufahrt ist identisch mit jener an der West Lodge ausgestaltet.

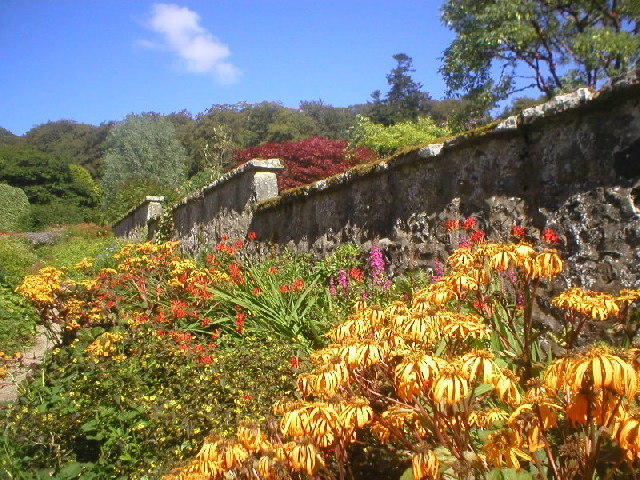
Gärten
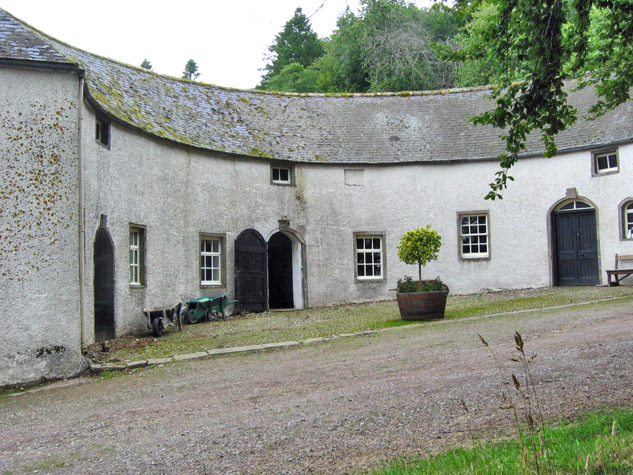
Wirtschaftsgebäude
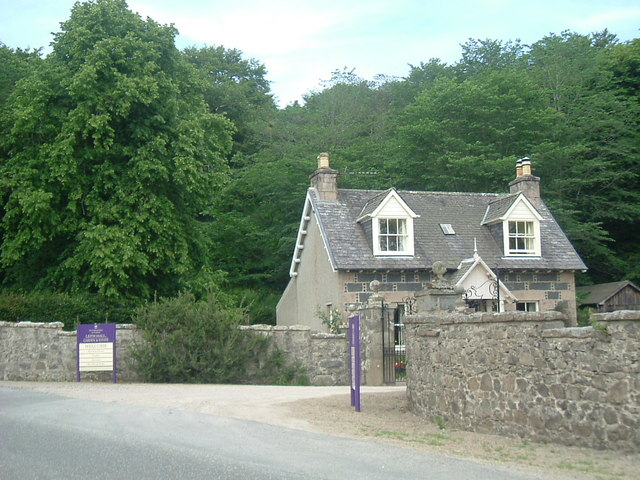
West Lodge
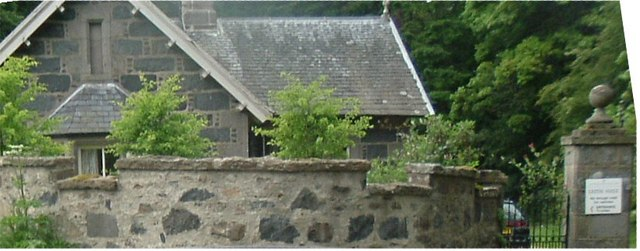
East Lodge